# Maja Aleksić
Maja Aleksić (serbiska alfabetet Маја Алексић), född 6 juni 1997 i Užice, Serbien och Montenegro (numera Serbien) är en  volleybollspelare (center).

## Klubbkarriär
Maja Aleksićs karriär började i ungdomslagen i hennes hemstadslag, ŽOK Jedinstvo Užice, och hon gjorde sin debut i a-laget säsongen 2011/2012. Säsongen 2013/14 flyttade hon till ŽOK Partizan, med vilken hon vann den serbiska supercupen och mästerskapet. Året därpå, när samarbetet mellan Partizan och ŽOK Vizura upphörde, flyttade hon till den senare. Hon stannade fyra säsonger hos Vizura och vann lika många nationella mästerskap, två serbiska cuper och tre serbiska supercuper.
Säsongen 2018/19 lämnade Aleksić Serbien för spel med CSM Volei Alba Blaj i Divizia A1, Rumänien, där hon åter vann flera nationella mästerskap. Hon stannade där innan hon gick över till Volero Le Cannet i Frankrike för säsongen 2021/22. Säsongen 2022/2023 flyttade hon vidare till Megavolley i serie A1 i Italien.

## Landslagskarriär
Sedan 2013 har Aleksić deltagit med de serbiska ungdomslandslagen. Hon blev utsedd till bästa servare vid U18-EM 2013 och vann guld med landslaget vid U19-EM 2014. Vid U20-VM 2015 utsågs hon till bästa center.
Aleksić debuterade i seniorlandslaget 2016 och har med dem vunnit guld vid VM 2018 (där de besegrade Italien med 3-2 i finalen) och EM 2019 (där de vann över Turkiet med 3-2). Vid OS 2020 vann hon brons med landslaget och de kom på samma plats vid Volleyball Nations League 2022. Vid VM 2022 blev det åter guld, denna gång efter en seger med 3-0 mot Brasilien i finalen.